# مارکو فوسکی
مارکو فوسکی (ایتالیایی: Marco Foschi؛ زادهٔ ۱ آوریل ۱۹۷۷) بازیگر و صداپیشه اهل ایتالیا است.
از فیلم‌ها یا سریال‌های تلویریونی که وی در آن‌ها نقش داشته‌است، می‌توان به پادشاه شن‌ها و جزیره اشاره نمود.